# イーディス・ホールデン
イーディス・ブラックウェル・ホールデン (Edith Blackwell Holden 1871年  – 1920年 3月15日）はイギリス の画家で教師。
没後、自筆原稿をそのまま写したファクシミリ版で出版されて大成功を収めたThe Country Diary of an Edwardian Lady (1977年)（邦題『カントリー・ダイアリー』原題Nature Notes for 1906）で有名になった。世界中で700万冊以上販売され、ギフト用に購入されることも多かった。彼女の本と生涯はテレビドラマ化された。

## 概略
1906年-1909年、ソリフルにある学校で教鞭をとる。

1890年-1907年、王立バーミンガム芸術家協会展に出品。

1907年と1917年、ロンドンのロイヤル・アカデミー・オブ・アーツ展に出品。

1911年、彫刻家のアーネスト・スミスと結婚。

1920年、キューガーデン内の土手で花を採集している時、テムズ川に溺れて死亡。

## 生涯
イーディス・ブラックウェル・ホールデンはイギリスの画家で美術教師である。存命中は児童書の挿絵画家として知られていた。彼女は、アーツ・アンド・クラフツ運動に大いに影響を受けて、動植物の絵を専門に描いた。ホールデンは没後出版されたThe Country Diary of an Edwardian Lady (1977年）で有名になった。この本は、彼女が1905年から1906年の間、オルトン市ソリフルのキネトン・グリーン・ロードに住んだ時の記録である。季節ごとの観察記録、詩、鳥や植物、昆虫の絵などを綴ったこのノートは制作当時、出版することは全く念頭においていなかった。しかし、このノートは、70年後の人々に過ぎ去った時代への郷愁をもって迎えられ、ベストセラーになった。
ユニテリアンであったイーディスの母エマ・ウェアリングは若いころ家庭教師をしていた。 Ursula’s Childhood (ウルスラの子ども時代)とBeatrice of St. Mawse (セント・モースのベアトリス)という2冊の宗教的な本をキリスト教知識普及協会 Society for Promoting Christian Knowledgeから出版している。父アーサー・ホールデンもまたユニテリアンで、バーミンガムに工場を所有するフィランソロピスト（篤志家）であった。イーディスのミドルネーム ”ブラックウェル”は女性医師の草分けであり、やはりユニテリアンの従姉エリザベス・ブラックウェルに因んでつけられた。ホールデン家はバーミンガムのレイバー・チャーチ Labour Church に通っていた。
1906年から1909年の間、イーディス・ホールデンはソリフル女学校で教鞭をとった。Nature Notes for 1906 は、生徒の課題のための手本としてまとめたものである。その後、妹たちにならって挿絵画家に転向した。彼女はNational Council for Animals’ Welfare(イギリス動物福祉会議)の雑誌The Animal’s Friend の1907年から1910年の間の4号の挿絵のほか、The Three Goats Gruff など、数多くの児童書の挿絵を描いた。バーミンガム芸術家協会展に1890年から1907年の間、またロンドンのロイヤル・アカデミー・オブ・アーツ展には1907年と1917年に出品している。
1911年、イーディスは彫刻家、フェオドラ・グライヒェン伯爵夫人の第１アシスタントであった彫刻家のアーネスト・スミスと結婚した。セント・ジェームズ宮殿内にある伯爵夫人のアトリエで、スミス一夫妻はケンジントン・ガーデンズのピーターパン像の作者であるジョージ・フランプトン卿など一流の芸術家や、アラビアのファイサル国王など王室関係者らと親交を持った。その間もイーディスは挿絵画家としての仕事を続けた。
結婚から死までの9年間の彼女の生活については、この程度のことしか分かっていない。
1920年3月16日火曜日、イーディス・ホールデンは、キューガーデンの遊歩道近くのテムズ川の澱みで溺れているところを発見された。前日の月曜日の朝、イーディスは夫アーネストに頭痛を訴えていたが、頭痛は彼女にとってめずらしいことではなかったので、溺死の原因とは考えられない。当日の朝食の席での主な話題は、間近に迫ったイースターに友人たちが訪問してくることについてであり、彼女はそれをとても楽しみにしていた。アーネストがセントジェームズ宮殿にあるアトリエに出かける時、イーディスは、今日はテムズ川に行って大学のボート部のクルーが練習するのを見るつもりであると告げた。
夜になってアーネストが帰宅した時、イーディスは不在だった。しかし、夕食のためのテーブルが整えてあったので、彼はイーディスは友人たちといるのだろうと思った。そして、翌朝になるまで真相を知らないままであった。火曜日の朝6時、イーディスの死体が発見された。死因調査の結果、彼女は花芽をつけた栗の木の枝に向かって手を伸ばそうとしていたのではないかと推定された。栗の枝が手の届かないところにあったので、傘を使って引き寄せて枝を折ろうとしたが、誤って川に落ちて溺れたのである。 

## DVD
- The Country Diary of an Edwardian Lady

## 作品
- The Country Diary of an Edwardian Lady (1977) ISBN 978-0030210266　『カントリー・ダイアリー 』 サンリオ　新装版 (1992/09)  岸田衿子、前田豊司共訳  ISBN 978-4387922629　『カントリー・ダイアリー エドワード七世時代のイギリス田園日記』 グラフィック社（2015/4）笹山裕子訳 ISBN  978-4766126686
- The Nature Notes of an Edwardian Lady (1989)  ISBN 978-1854714954    『ネイチャー・ノート』  サンリオ (1991/03)  岸田衿子、前田豊司共訳    ISBN 978-4387892441

### 挿絵
- The Animal's Friend (four volumes, 1907–1910, the magazine of the National Council for Animals' Welfare)
- Daily Bread (1910) by Margaret Gatty
- Woodland Whisperings (1911) by Margaret Rankin
- a series of undated children's books published by Henry Frowde/Hodder & Stoughton
  - Animals Around Us
  - Birds
  - Beasts and Fishes
  - The Three Goats Gruff
  - Mrs Strang's Annual for Children.
- The Hedgehog Feast (text by her great-niece Rowena Stot; 1978)

## 伝記
The Edwardian Lady: The Story of Edith Holden, Ina Taylor (1980)   Henry Holt & Co (1983/02)  ISBN 978-0030574542